# 김영기 (1900년)
김영기(金寧起, 일본식 이름: 金川益大, 金川寧起, 1900년 ~ 1952년)는 일제강점기의 기업인이며 평안남도 출신이다.

## 생애
일본 메이지 대학 법학부와 와세다 대학 상학부를 졸업했으며 1931년 8월 15일 평안남도 평양부 소재 기업인 삼성상사(三盛商事)주식회사 사장을 역임했다. 1935년 6월 30일 평안남도 평양부에 모자 원료 및 모자 제조 판매 전문 기업인 조선제모(朝鮮制帽)주식회사를 설립한 뒤부터 사장을 역임했다.
1940년 12월 13일 군인 유가족을 위한 애국모자료(愛國母子寮) 건설비로 15,000원을 기부했으며 1941년 5월 10일부터 1945년 8월 15일 광복 때까지 평안남도 도회의원을 역임했다. 1941년 9월 조선임전보국단 평안남도 발기인으로 참여했고 1942년 4월 7일 일본적십자사 평안남도지부에서 경영하는 평양진료소 신축비로 15,000원을 기부했다. 이러한 경력으로 인해 민족문제연구소의 친일인명사전 수록자 명단의 경제 부문에 수록되었다.

## 참고자료
- 민족문제연구소 (2009). 〈김영기 (3)〉. 《친일인명사전 1 (ㄱ ~ ㅂ)》. 서울. 470 ~ 471쪽.